# Anti Hero (Brave New World)
Pour la chanson de Taylor Swift, voir Anti-Hero.
Singles de Marlon Roudette
New Age
(2011) Hold On Me
(2012)
Pistes de Matter Fixed
10 Million
(8) The Loss
(10)
Anti Hero (Brave New World) est une chanson de l'artiste britannique Marlon Roudette sortie le 20 janvier 2012 sous le major Universal Music. 3e single extrait de l'album studio Matter Fixed (2011), la chanson est écrite par Marlon Roudette et Naughty Boy. Anti Hero (Brave New World) est produit par Naughty Boy. 
Le 2 juillet 2012, une version duo avec la chanteuse française Lala Joy intitulée Anti Hero (Le saut de l'ange) est sortie, qui a su se placer dans les charts français et wallons.

## Liste des pistes
Version solo
- Amazon Single - Digital download[1]

1. "Anti Hero (Brave New World)" (Single Version) – 3:28
2. "Brotherhood of the Broken" – 4:04

| 1. | Anti Hero (Brave New World)                 | 3:27 |
| 2. | Anti Hero (Brave New World) - Instrumental  | 3:27 |
| 3. | Brotherhood of the Broken                   | 4:04 |
| 4. | New Age (Radio Hamburg Live Lounge Version) | 3:26 |

Version en duo avec Lala Joy
- Digital download[3]

1. "Anti Hero (Le saut de l'ange)" – 3:28

## Crédits et personnel
- Chanteur : Marlon Roudette
- Producteur – Naughty Boy
- Paroles : Marlon Roudette, Naughty Boy
- Label : Universal Music

## Classement et certification

### Classement par pays
Version solo
| Classement (2012)               | Meilleure position |
| ------------------------------- | ------------------ |
| Autriche (Ö3 Austria Top 40)    | 5                  |
| Belgique (Flandre Ultratip 100) | 24                 |
| Allemagne (Media Control AG)    | 6                  |
| Suisse (Schweizer Hitparade)    | 11                 |

Version avec Lala Joy
| Classement (2012)                       | Meilleure position |
| --------------------------------------- | ------------------ |
| Belgique (Wallonie Ultratop 50 Singles) | 39                 |
| France (SNEP)                           | 41                 |

### Certifications
| Pays           | Certifications | Ventes   |
| -------------- | -------------- | -------- |
| Allemagne (BM) | Or             | 150 000+ |

## Historique de sortie
| Pays                           | Date            | Format                 | Label           |
| ------------------------------ | --------------- | ---------------------- | --------------- |
| Allemagne                      | 20 janvier 2012 | Téléchargement digital | Universal Music |
| Italie                         | 25 mai 2012     | Airplay                | Universal Music |
| France (version avec Lala Joy) | 2 juillet 2012  | Téléchargement digital | Universal Music |